# بخش چابکسر
بخش چابکسر به مرکزیت شهر چابکسر  یکی از بخش‌های شهرستان رودسر در استان گیلان در شمال ایران است.
چابکسر شرقی‌ترین شهر استان گیلان است. شهر چابکسر با وسعت ۳۳۰ کیلومتر مربع، از شمال به دریای خزر، از شرق به رامسر، از جنوب به ارتفاعات جنگل‌های البرز کوه و رحیم آباد و از غرب به کلاچای محدود است.
بخش چابکسر دارای دو دهستان سیاهکلرود و دهستان اوشیان می باشد که شامل ۶۴ روستا است.

## تقسیمات کشوری
- شهر: چابکسر
- دهستان های بخش چابکسر شامل
  - دهستان سیاهکلرود
  - دهستان اوشیان

## مناطق گردشگری
۱-منطقه جنگلی و کوهستانی سرولات (در چابکسر)
۲-منطقه ییلاقی جواهردشت: سرزمین زیبای جواهردشت در ۲۶ کیلومتری محله سیاهکلرود در شرق استان گیلان و در شهرستان رودسر واقع شده است. طبیعت بکر، دشت‌های وسیع و سرسبز، هوای پاک و… بخشی از ویژگی‌های این منطقه‌اند که موجب شده گردشگران زیادی از این منطقه دیدن کنند. در ضلع جنوبی جواهردشت قله سماموس قرار گرفته که حدود ۳۶۲۰ متر از سطح دریا ارتفاع دارد. 
همه ساله مسابقات کشتی گیله‌مردی و طناب کشی و اسب دوانی و… با مشارکت سازمان میراث فرهنگی گیلان و بخش خصوصی در این منطقه زیبا برگزار می‌شود که خیل عظیمی از علاقه‌مندان و گردشگران را به این منطقه می‌کشاند. گفتنی است جواهردشت در زمستان به دلیل بارش سهمگین برف خالی از سکنه است.
۳-پارک ساحلی گل سرخ چابکسر
۴-چشمه دمکش: چشمه دَمکِش یکی از قدیمی‌ترین جاذبه‌های منطقه چابکسر می باشد که به صورت گودال بزرگی در زیر درخت کهنسال افرا دیده می‌شود. آب این چشمه دارای خواص درمانی می‌باشد و برای درمان برخی بیماری ها مفید است. همچنین خاص بودن این چشمه سبب شده تا نامش در فهرست آثار ملی ایران قرار گیرد.
آب این چشمه از گودال زیر درخت کهنسال به صورت گردابی خارج می شود و بر روی سنگ‌های سرخ در طبیعت جاری می گردد. علاوه بر این آبدهی این چشمه با چشمه های دیگر متفاوت است و قطع و وصل می‌گردد. به این معنی که گاهی چندین ساعت و یا حتی چندین روز آبی در این چشمه مشاهده نمی‌شود و به یک باره چندین روز پر از آب می‌گردد.
۵-قلعه بندبن واقع در روستای تاریخی بندبن قاسم آباد با برجی به ارتفاع ۱۲ متر می باشد. قدمت این قلعه به هزاران سال پیش باز می‌گردد که ساکنان این نقطه جغرافیایی از آن به‌عنوان قلعه دفاعی در برابر حملات دشمنان دریایی خود استفاده می‌کردند. در معماری این قلعه از مواد و ترکیبات خاص و کم نظیری استفاده شده است که با وجود رطوبت شدید هوا، آن را تا کنون پابرجا نگاه داشته است.
۶-بقعه آقا سید جعفر ابیض میانده: این بقعه در روستای میانده بخش چابکسر قرار دارد. ازجمله بقعه‌های قابل توجه و اقبال مردم به خصوص شهرستان های تنکابن، رامسر و رودسر است که با چابکسر در حدود ۳ کیلومتر فاصله دارد. در روز عید سعید قربان بازار بزرگی در این مکان برپا می‌شود.
۷- پارک ساحلی گیشار توسکامحله قاسم آباد

## صنایع دستی
ازجمله صنایع دستی بخش چابکسر میتوان به چادر شب بافی، نمد مالی، حصیر بافی و لباس محلی قاسم آبادی اشاره نمود و انواع مرکبات، نهال و گیاهان زینتی، انواع ترشی‌ها، چای، برنج و ماهی اشاره نمود که از محصولات تولید شده در این منطقه‌اند و به عنوان سوغات این منطقه عرضه می‌شود.

## جمعیت
بنابر سرشماری مرکز آمار ایران، جمعیت بخش چابکسر شهرستان رودسر در سال ۱۳۸۵ برابر با ۲۵۱۹۹ نفر بوده‌است.
مردم چابکسر گیلک هستند و به زبان گیلکی با لهجه بیه پیش سخن می‌گویند.